# LGV Moscou - Saint-Pétersbourg
La LGV Moscou - Saint-Pétersbourg est une ligne à grande vitesse devant relier Moscou à Saint-Pétersbourg en doublonnant la ligne de chemin de fer Saint-Pétersbourg – Moscou historique. Sa construction a démarré en mars 2024.

## Construction
La mise en œuvre du projet a été planifiée selon un schéma de partenariat public-privé basé sur un contrat de cycle de vie : l'État paie le service dès la mise en service du projet et l'exécute annuellement pendant tout le cycle de vie de l'installation avec le respect obligatoire de critères fonctionnels mesurables (tels que le temps de trajet, l'accessibilité des voies, le nombre de retards, le nombre de pannes, d'accidents). À son tour, l'État garantit à l'entrepreneur que si le service est fourni, le paiement sera effectué régulièrement.

### 2024
En avril 2024, Vladimir Poutine a signé un décret prévoyant l'allocation d'au moins 300 milliards de roubles du Fonds national de protection sociale en 2025 pour la construction de lignes à grande vitesse. De 2024 à 2028, une subvention de 28,5 milliards de roubles sera allouée à l'achat de terrains. Jusqu'en 2028, Moscou financera la construction de lignes à grande vitesse pour un montant d'au moins 150 milliards de roubles, l'oblast de Moscou - 20 milliards, Saint-Pétersbourg - 30 milliards, l'oblast de Léningrad - 10 milliards de roubles, l'oblast de Novgorod - 6 milliards de roubles, et l'oblast de Tver - 5 milliards de roubles.

### Perspectives
Il est également prévu de commencer la construction de la ligne principale vers Saint-Pétersbourg. Les voies III-IV du tronçon Saint-Pétersbourg-Glavny  - Saint-Pétersbourg-Sortirovochny-Moskovsky seront adaptées au trafic à grande vitesse. Le point d'arrêt d'Oboukhovo et la station technique passagers d'Oboukhovo II seront également construits.